# Stomatium grandidens
Stomatium grandidens är en isörtsväxtart som beskrevs av L. Bol. Stomatium grandidens ingår i släktet Stomatium och familjen isörtsväxter. Inga underarter finns listade i Catalogue of Life.